# Pithoascus nidicola
Pithoascus nidicola är en svampart som först beskrevs av Massee & E.S. Salmon, och fick sitt nu gällande namn av Arx 1973. Pithoascus nidicola ingår i släktet Pithoascus och familjen Microascaceae.   Inga underarter finns listade i Catalogue of Life.